# Nigel Lawson
Nigel Lawson, baron Lawson of Blaby (ur. 11 marca 1932 w Londynie, zm. 3 kwietnia 2023) – brytyjski polityk, w latach 1983–1989 kanclerz skarbu. Członek Partii Konserwatywnej, jeden z najbardziej wpływowych polityków z ekipy Margaret Thatcher.

## Życiorys

### Kariera zawodowa
Pochodzi z rodziny o żydowskich korzeniach. Wykształcenie odebrał w Westminster School oraz w Christ Church na Uniwersytecie Oksfordzkim. Po studiach oraz służbie wojskowej w Royal Navy (gdzie dowodził małym kutrem torpedowym), podjął karierę dziennikarską. Początkowo specjalizował się w tematyce ekonomicznej. W 1960 r. został redaktorem działu miejskiego (ang. city editor) Sunday Telegraph, a w latach 1966–1970 był redaktorem naczelnym tygodnika The Spectator.

### Kariera polityczna
W 1974 r. został wybrany do Izby Gmin, gdzie spędził następne 18 lat. W parlamencie reprezentował okręg wyborczy Blaby. Kiedy Partia Konserwatywna znajdowała się w opozycji Lawson był koordynatorem polityki podatkowej. Po wyborczym zwycięstwie konserwatystów w 1979 r. został tzw. sekretarzem finansowym skarbu (jednym z wiceministrów u boku kanclerza skarbu). W 1981 r. stał się pełnoprawnym członkiem gabinetu jako minister energii.
W 1983 r. objął funkcję kanclerza skarbu, tradycyjnie uważaną za najważniejszą wśród brytyjskich resortów gospodarczych. W pierwszych latach urzędowania skupiał się na prywatyzacji państwowych molochów (np. British Airways) oraz upraszczaniu podatków dla firm. Zredukował rolę podatków bezpośrednich w budżecie, wzmocnił za to znaczenie podatku od towarów i usług. Obniżył też stawki podatkowe, tnąc jednak równocześnie ulgi. Począwszy od roku podatkowego 1986, obniżki podatków objęły także osoby fizyczne. Lawson postawił też na deregulację rynków finansowych i utrzymywanie możliwie sztywnego kursu brytyjskiej waluty na poziomie oscylującym wokół 1 funta za 3 marki niemieckie. Jego reformy przyczyniły się do spadku bezrobocia i przyśpieszenia brytyjskiej gospodarki (tzw. boom Lawsona).
Począwszy od 1988 r. coraz głośniej było o jego ciągłych różnicach zdań, przede wszystkim w kwestiach polityki walutowej, z Alanem Waltersem, głównym doradcą ekonomicznym pani premier. Ostatecznie Lawson uznał, że w tych warunkach dalsze wypełnianie jego misji jest niemożliwe i 26 października 1989 r. odszedł ze stanowiska. Oficjalnie po to, aby „móc spędzać więcej czasu z rodziną”. Zastąpił go John Major.
W 1992 r. został parem dożywotnim jako baron Lawson of Blaby. Zajmował także wiele stanowisk w biznesie (niektóre piastował do śmierci). Od 2004 r. był aktywnym uczestnikiem publicznej debaty na temat efektu cieplarnianego. Jego zdaniem teoria o występowaniu takiego efektu jest od strony naukowej dyskusyjna. Poza tym uważał, że nawet jeśli zmiany w klimacie występują, to ludzkość powinna starać się do nich zaadaptować, a nie za wszelką cenę im zapobiegać. Z tego powodu krytykował m.in. protokół z Kioto.

## Życie prywatne
Był dwukrotnie żonaty (z Vanessą Salmon i Thérèse Maclear), dochował się łącznie szóstki dzieci. Najszerzej znana spośród nich jest Nigella, jedna z najpopularniejszych w Wielkiej Brytanii prezenterek telewizyjnych programów kulinarnych i autorek książek kucharskich. Z kolei jego syn Dominic jest komentatorem politycznym pisującym dla wielu gazet, m.in. The Independent.